# Colegiul Național „Ion Maiorescu” din Giurgiu
Colegiul Național „Ion Maiorescu” este un liceu situat pe strada Nicolae Droc Barcian nr. 8, Giurgiu, România.

## Istoric
Consiliul Municipiului Giurgiu a decis deschiderea unui gimnaziu în 1868. Școala s-a deschis după mai puțin de un an de la începerea lucrărilor, în noiembrie 1869. Avea optsprezece elevi și doi profesori. Nicolae Droc-Barcian s-a alăturat colectivului didactic în 1870, ajungând director în 1873 și devenind o figură locală proeminentă. În 1890, la propunerea sa, școala a primit numele revoluționarului și reformatorului educațional din 1848 Ion Maiorescu. Actuala clădire a școlii a fost începută în 1895 și finalizată în anul următor. În timpul Primului Război Mondial, între 1916 și 1918, școala a fost închisă, profesorii protestând împotriva ocupației de către trupele germane.
Gimnaziul a devenit liceu în 1919, odată cu adăugarea unei alte clase. Legea de înființare a Liceului „Ion Maiorescu” a fost adoptată prin vot unanim în Adunarea Deputaților la 11 mai 1923 și de senat la 21 mai 1923. În anul școlar 1923 – 1924 s-a completat întregul ciclu de 8 clase. În perioada interbelică, liceul cunoaște o dezvoltare ascendentă, atât în sporirea numărului de clase, cât și al calității muncii desfășurate de corpul profesoral. La gimnaziul „Ion Maiorescu” au activat mari profesori remarcați prin activitatea didactică și științifică: Traian Lalescu (matematician), Nicolae Cartojan (limba română și istorie), N.A.Constantinescu (limba română), Alexandru V. Nicolescu (matematician). Dintre elevii liceului amintim: George Georgescu – dirijor al Filarmonicii de Stat din 1920, pe Ion Aurel Maican – regizorul de teatru, pe filozoful și istoricul literar Tudor Vianu, pe Nicolae Dărăscu – pictor renumit, pe Gheorghe Gh. Mateescu – istoric – elev al lui Vasile Pârvan, pe Marin Șt. Chirițescu – profesor la Facultatea de Agronomie din Cluj, Marin Drăcea – profesor la Facultatea de Silvicultură din București, Ion Maximilian – regizor și director al teatrului dramatic din Constanța.
În 1948, noul regim comunist a restrâns capacitatea liceului la unsprezece clase; următorul grup de elevi de clasa a XII-a aveau să absolve abia în 1969. O nouă aripă a fost adăugată în 1957-1959, în timp ce gimnaziul datează din 1976. Numărul profesorilor a crescut de la 33 la 44 în perioada 1968-1969, reflectând o creștere a populației studențești. În 1996, în urma Revoluției Române, a fost declarat colegiu național.
Clădirea școlii este clasificată drept monument istoric de către Ministerul Culturii și Cultelor din România.
În prezent, Colegiul Național „Ion Maiorescu” școlarizează elevi în clasele V-XII, învățământ gimnazial și liceal, de zi, cu o ofertă medie de opt clase liceale pe an. Profilurile întâlnite în colegiu sunt: real, cu specializările matematică-informatică, respectiv științe ale naturii și umanist, specializările filologie și științe sociale. Se realizează clase cu studiul intensiv al limbilor franceză, engleză.
Biblioteca Colegiului deține un număr de peste 32 000 de volume, din care un prețios fond documentar, este integrată unui modern Centru de Documentare și Informare, realizat din fondurile Ministerul Educației și Cercetării, dar și din resurse proprii.

## Absolvenți

### Profesori
- Nicolae Cartojan[2]
- Traian Lalescu[2]
- Alexandru Cartojan[6]
- Nicolae Droc-Barcian[7]
- Savin Popescu[8]

### Absolvenți
- Nicolae Dărăscu[2]
- Tudor Vianu[2]
- Emil Gulian[9]
- Nicolae Furcă, scriitor (1900-1932)[10]
- Ovidiu Ioanițoaia[11]
- Petre Crăciun[12]
- Mirel Bîrlan[13]
- Petra Șerbănescu Tănase[14]